# Diomédész trák király
Diomédész, görög mitológiai alak, trákiai bisztónok királya. Arész és Küréné fia volt, nevezetes volt négy kancájáról, amelyeket emberhússal etetett, általában az országába érkező idegeneket vetve eléjük. Héraklésznek néhány emberével sikerült befogni a vad lovakat, majd felfalatta velük Diomédészt. Ezután elvitte őket Eurüsztheusznak, így teljesítve nyolcadik feladatát.

## Források

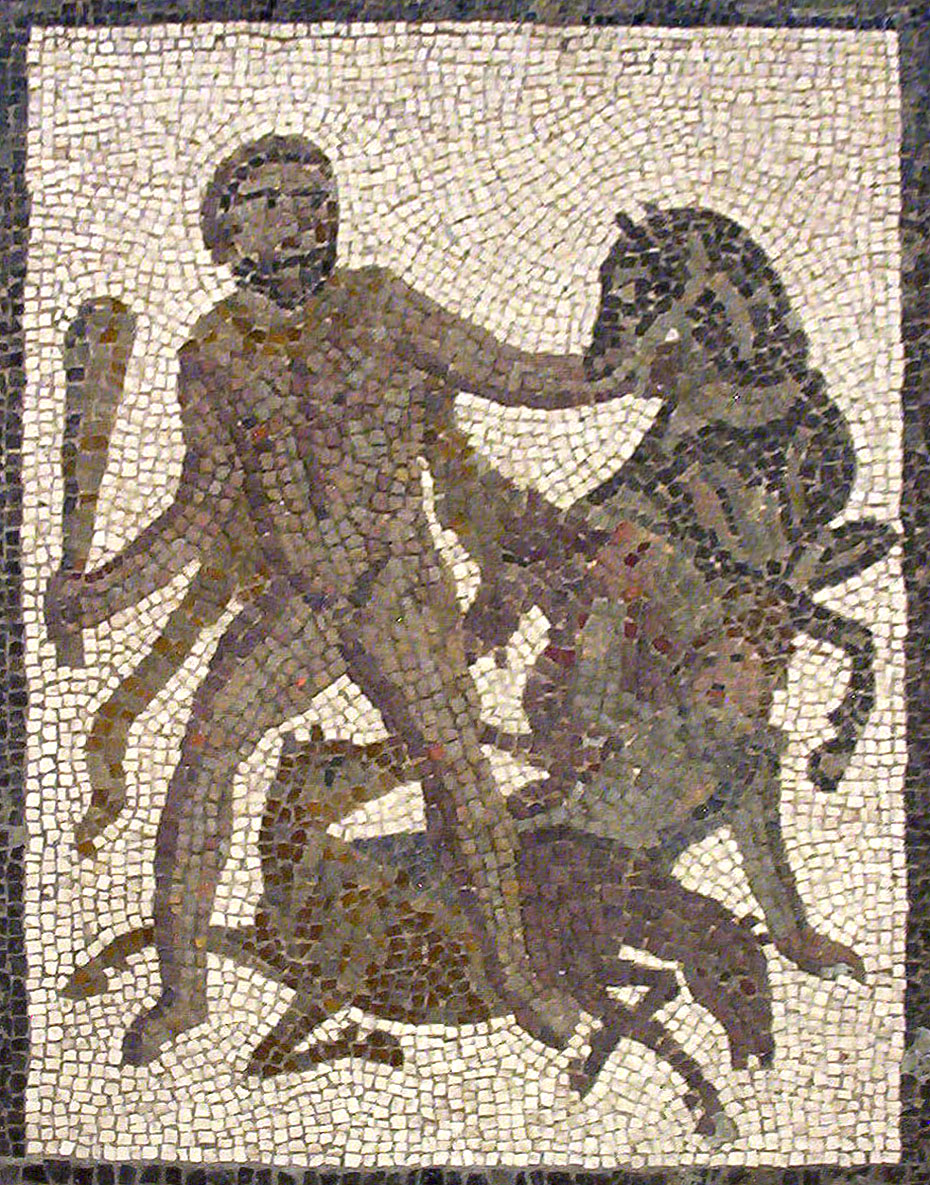
Római kori mozaik a lovakkal küzdő Herculesről
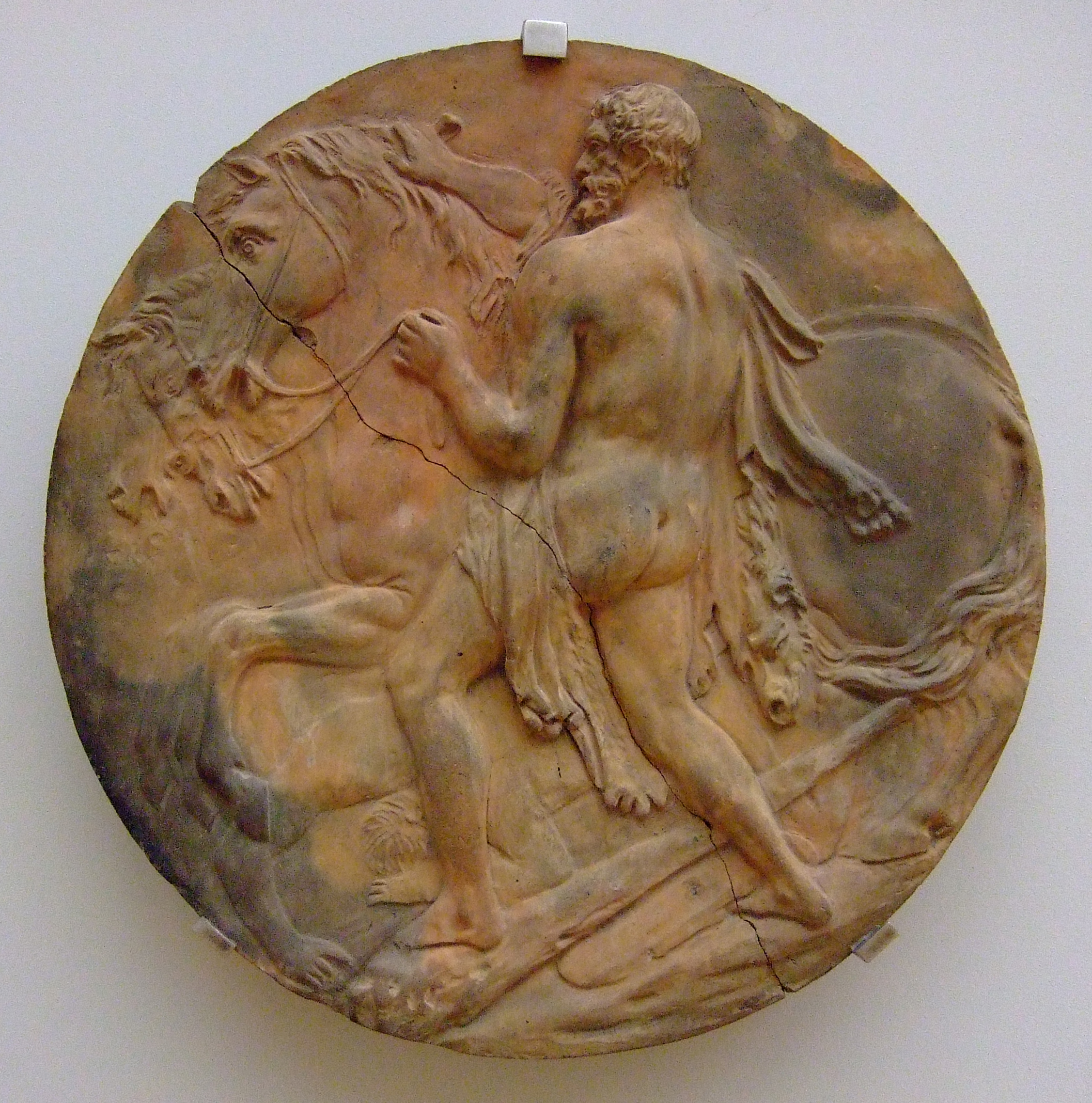
Újkori relief Diomédész egyik lovával és Héraklésszel
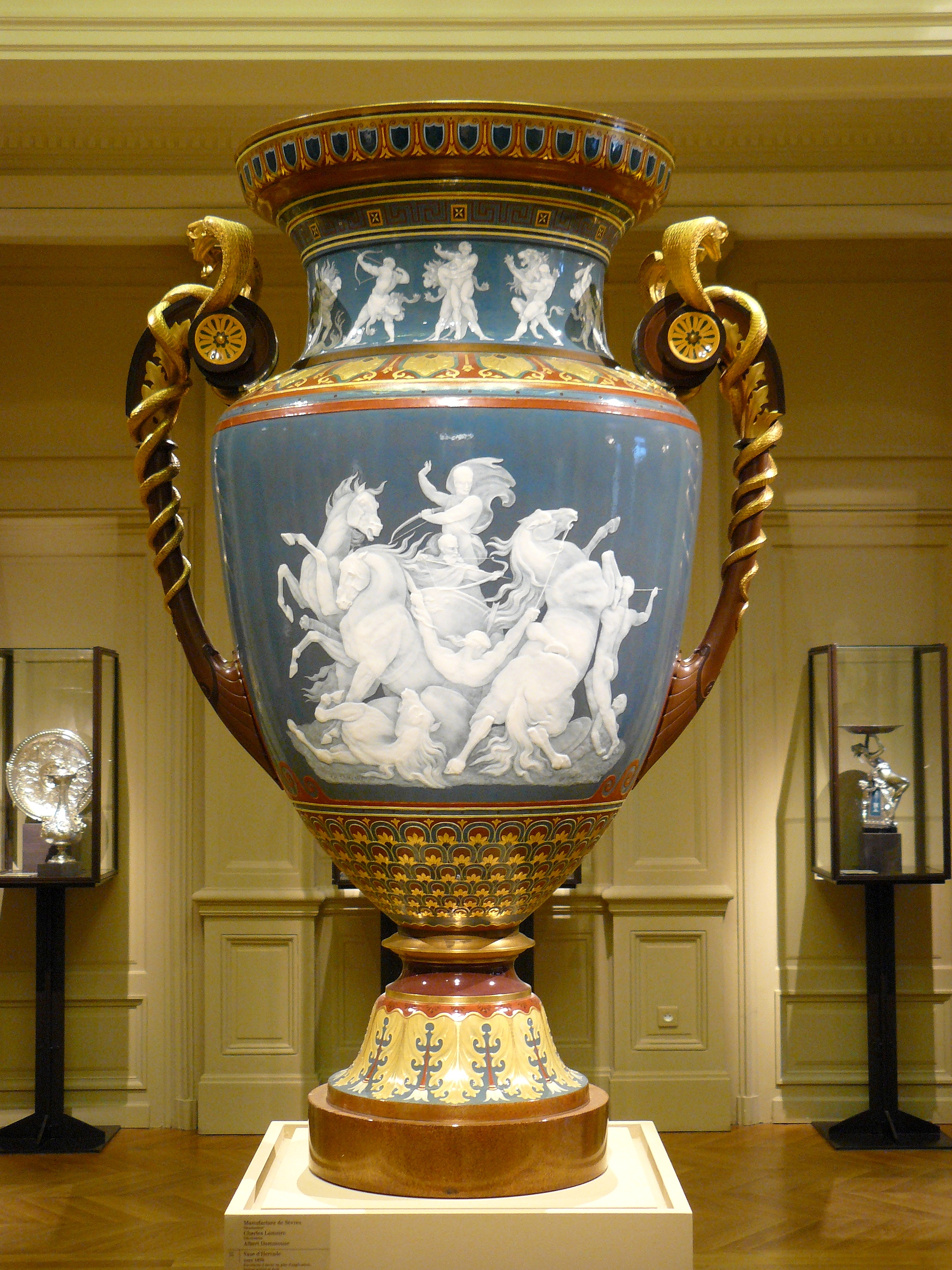
Porcelán váza Diomédész lovaival